# Schlumberger
Schlumberger Limited, sau simplu Schlumberger, este o companie multinațională care furnizează servicii și tehnologie pentru industria de petrol și gaze. Compania operează în peste 85 de țări și are aproximativ 100.000 de angajați reprezentând peste 140 de naționalități. Sediile principale se află în Paris, Houston, Londra și Haga.

## Istoric
Compania Schlumberger a fost fondată în anul 1926 de frații Conrad și Marcel Schlumberger, cu numele Société de prospection électrique. Ea a reprezentat valorificarea industrială a metodei de prospecțiune electrică a subsolului, elaborată de Conrad în anii 1910–1912. Testată inițial pentru detectarea minereurilor metalice, metoda s-a dovedit a fi foarte eficientă la localizarea unor structuri ale subsolului care conțin petrol sau gaze naturale. În anii 1920 Marcel a devenit partener al fratelui său la prospecțiuni geofizice în Serbia, Canada, Africa de Sud, Congo – ca și în România, unde metoda electrică a revelat pentru prima dată existența unui dom de sare care conținea petrol. Fundamentarea teoretică a prospecțiunii electrice a subsolului a fost elaborată în 1930 de Sabba S. Ștefănescu, în colaborare cu frații Schlumberger.
În 1935, reflectând importanța crescândă a pieții americane, a fost creată Schlumberger Well Surveying Corporation, ulterior redenumită Schlumberger Well Services, în Houston, Texas; în anul 2018 peste jumătate din echipele de prospecțiuni urmau să lucreze în SUA. Din cauza războiului din Europa, sediul principal al companiei a fost mutat în 1940 la Houston. Pentru a ține pas cu competiția au fost necesare investiții substanțiale în cercetarea avansată. În 1948 a fost creat un nou centru de cercetare în Ridgefield, Connecticut, mutat apoi în Cambridge, Massachusetts. Centrul joacă un rol semnificativ în activitățile de cercetare și dezvoltare ale companiei. În anii 1950 Schlumberger Limited a dezvoltat tehnologii noi și a făcut achiziții strategice. În 1962 compania a fost listată la Bursa din New York. În deceniile următoare activitatea de cercetare s-a globalizat și au fost dezvoltate produse revoluționare. Compania s-a extins prin fuziuni și încheierea de parteneriate.